# Zahra Mohammadi
|  | No s'ha de confondre amb Zara Mohammed. |

Zahra Mohammadi   (Dehgolan) és una mestra d'escola de kurd i una represaliada política a la província del Kurdistan, a l'Iran. És la directora de l'Associació Cultural Nojin, entitat que ensenya i promou la llengua i la identitat kurdes a l'Iran, on hi és permesa com a «llengua tribal i regional» de iure, però sense aplicació real a les aules.
Els serveis secrets de l'Iran la van arrestar el maig de 2019, acusada de treballar per a l'oposició kurda i d'atacar la seguretat nacional. Alliberada uns mesos més tard, l'estiu de 2020 fou condemnada a 10 anys de presó per ser la «creadora d'un grup contra la Seguretat de l'Estat». Aquesta sentència fou ratificada amb 5 anys de privació de llibertat el gener de 2022, fet denunciat per diverses organitzacions pels drets humans com ara Amnistia Internacional, Front Line Defenders o l'Organització de Nacions i Pobles No Representats.
El desembre del 2022, va ser reconeguda com una de les 100 dones de la BBC.

## Biografia
Zahra Mohammadi va néixer el 1990 o 1991 en un poble del Kurdistan iranià, però residí després al municipi de Nàiser, al comtat de Sanandaj iranià. Obtingué un màster en Geopolítica a la Universitat de Birjand. En la seva trajectòria pedagògica i educativa, Mohammadi ensenyà des de l'adolescència i durant més de 10 anys la llengua kurda a la ciutat de Sanandaj i als pobles limítrofs.
L'any 2013, esdevingué cofundadora de l'Associació Social i Cultural de Nojin, dedicada a la promoció de la llengua kurda i d'aquesta identitat cultural, a banda de l'ensenyament en els valors del mediambientalisme. Més endavant, fou elegida per a dirigir l'associació, amb diverses ramificacions en altres indrets del Kurdistan iranià seguint els permisos del Ministeri d'Interior de l'Iran.

### Detenció i repressió judicial
Amb motiu d'una cerimònia solemne al cementiri de la vila kurda de Koolan (comtat de Marivan), que pretenia commemorar l'assassinat de la també jove activista Narmin Vatankhah, el 16 de maig de 2019, els cossos de seguretat iranians van assaltar la convocatòria i van arrestar set dels activistes civils presents. Passats uns dies, el 23 de maig, les forces especials de la regió van irrompre a casa seva i van detenir també Mohammadi.
Les autoritats la van acusar inicialment de responsable d'atacs contra la seguretat nacional de l'Iran, fet pel qual fou empresonada durant 6 mesos i coaccionada per a realitzar confessions forçades. Fou alliberada el 2 de desembre del mateix sota una fiança de 700 millions de tomans —equivalents a 7.000 milions de rials iranians, uns 150.000 euros al canvi de gener de 2022. Fou llavors quan Amnistia Internacional es posicionà en contra de la seva detenció afirmant que Mohammadi havia estat arrestada «només per la seva connexió amb l'empoderament de la minoria nacional kurda». Durant aquest temps, la seva família la va poder visitar, malgrat que no en tingué notícies seves durant bona part del temps.
Entre el 16 de febrer de 2020 i el 15 de juliol del mateix any el Jutjat núm. 1 del Tribunal Revolucionari Islàmic de Sanandaj, presidit pel jutge Saeidi, li imposà una pena de 10 anys de presó, acusada de «fundar grups i societats amb l'objectiu de pertorbar la seguretat nacional». Aquesta decisió fou molt criticada per diverses organitzacions pels drets humans, que consideren Zahra Mohammadi una presa de consciència víctima de la repressió de l'Iran, sense cap altra connexió que l'Associació Social i Cultural de Nojin i perseguida pel seu activisme lingüístic i cultural.
L'octubre de 2020, la pena li fou commutada pel Tribunal núm. 4 d'Apel·lació de Sanandaj a 5 anys de presó. Malgrat que els advocats de la professora i activista hi van recórrer adduint a l'article 477 del Codi Criminal de l'Iran Islàmic, el 13 de febrer de 2021 fou informada que aquell mateix jutjat mantenia ferma la sentència. Finalment, el 2 de gener i després d'altres recursos a la Cambra d'Apel·lació i al Tribunal Suprem de l'Iran, el Cap del Tribunal de la província del Kurdistan va denegar qualsevol altra apel·lació i es materialitzà l'ordre perquè Zahra Mohammadi ingressés a la presó per a complir la condemna de cinc anys.
El 10 de febrer del 2023, sense previ avís a ella ni al seu equip legal, va ser alliberada de la presó, per bé que havia declarat que es mantindria ferma en la seva línia d'actuació i no demanaria l'amnistia.